# Битка при Варна
В Битката при Варна на 10 ноември 1444 г. кръстоносните войски на полско-унгарския крал Владислав III Варненчик и унгарския пълководец Янош Хуняди са победени от турските войски на султан Мурад II. 

## Предистория
Варненският поход е резултат от образуването на широк антиосмански съюз, чието начало е поставено през 1439 година с Флорентинската уния, поставила византийската църква под върховенството на папата. Към него се присъединяват Венецианската република, Бургундия и Унгария, където папата успява да постигне помирение между наследниците на Албрехт Хабсбург и избрания от аристокрацията за крал Владислав III. Усилията за формиране на съюза са насърчени от успехите срещу османците на трансилванския войвода Янош Хуняди през 1441 – 1442 година. През 1443 – 1444 година папата, Венеция и Бургундия изграждат голям флот, който трябва да действа срещу османците в Егейско море и Проливите.
През октомври 1443 година унгарците започват голям поход, оглавен от Янош Хуняди, Владислав III и Георги Бранкович. Османците първоначално отстъпват, изоставяйки Ниш, Пирот и София и опожарявайки околностите им, като в същото време прегрупират силите си. По пътя между София и Златица в Златишкия проход те нанасят поражение на унгарците, но унгарците успяват да отстъпят организирано. Лишени от провизии, те претърпяват големи загуби на хора и животни, но успяват да се върнат в Белград в началото на следващата година. В похода им към дома те нападат от засада и побеждават преследваща ги турска войска в Битката при Куновица, където Махмуд бей, зет на султана и брат на великия везир Чандарли Халил паша, е пленен. Мурад междувременно се връща гневен и отчаян от ненадеждността на войските си и хвърля Турахан бей в затвора, обвинявайки го за неуспехите на армията си и за пленяването на Махмуд бей.
Въпреки неуспеха на похода на Хуняди, съюзниците го възприемат като победа и са окуражени за нови действия срещу османците. Действията на унгарците съвпадат и с бунта на Скендербег, който в края на 1443 година отхвърля османската власт и се обявява за независим в управляваната от него крепост Круя, и на пелопонеския деспот Константин Палеолог, който изтласква османците от Централна Гърция и Пинд.
Въпреки натиска на папата и Венеция за продължаване на войната, унгарците са по-въздържани и през лятото на 1444 година сключват 10-годишно примирие с Мурад II, като Георги Бранкович си връща Смедерево. Въпреки това само няколко дни по-късно Владислав е убеден от папския легат Юлиано Чезарини да наруши мира и да започне нов поход срещу османците. Причина за това става и благоприятната военно-политическа обстановка – по това време обединеният папско-венецианско-бургундски флот достига Дарданелите, а емирът на Караман напада османците в Анадола.
Мурад бързо се справя с Караман, като отстъпва Бейшехир и Акшехир, но принуждава емира да се признае за негов васал. Малко по-късно, в края на август или началото на септември, по ненапълно изяснени причини Мурад II абдикира в полза на сина си Мехмед. Според съвременници причина за това става неговата скръб за сина му Алаеддин, убит по време на войната с Караман през предходната година.

## Походът към Варна
През 1444 Хунияди, Ягело и компания се ангажират с втори поход. моментът е благоприятен султанът трябва да се разправя с внезапно изникнал дьозме-султан (сепаратист.), а венецианците усещат слабост в Османската империя и обещават помощ.
Към датата  септември 1444 Хунияди и Ягело успяват да съберат 16 000 поляци и унгарци под своя флаг. Към международната Коалиция се присъединяват 5000( според други сведения - 4000) власи на войводата Влад Дракул, както и 500 хуситски стрелци и известен брой италиански кондотиери. В състава влизат и 2000 коли, които се използват за обоз и изграждане на вагенбург. Леката конница е снабдена с леки ризници и копия, пехотинците също имат ризници, а рицарите – брони. Хуситите са въоръжени с аркебузи и кулверини. Армията разполага и с известен брой бомбарди и требушети. Създаден е и военноморски флот, който да подпомогне операцията. В него влизат 8 папски кораба, 8 венециански, 4 на бургундския принц и 2 дубровнишки кораба. Целта на новия кръстоносен поход е да се изгонят окончателно нашествениците от българските земи, а техен владетел да стане Ян Хунияди.
През септември 1444 година армията на Владислав прекосява Дунава и навлиза в България.  Походът е оглавен от Владислав III, Янош Хуняди и папския легат Юлиано Чезарини, а Георги Бранкович не се включва в него. Армията пресича Дунав в района на Оршова и започва да се придвижват надолу по реката,опустошавайки съседните области, като не среща особена съпротива, с изключение на Никопол и Търново, които се опитват да превземат, но са отблъснати със значителни загуби. Към тях се присъединява влашка част от около 7 хиляди души, изпратена от войводата Влад II Дракул. След като се отказват да пресекат Стара планина при Шипченския проход, унгарците се насочват към Варна и успешно превземат крепостите Шумен и Провадия.
Папски, венециански и бургундски кораби заемат Проливите, а кръстоносците напредват към Варна.  Султанът реагира бързо. Новините за унгарския поход предизвикват паника в Одрин и Мехмед взема мерки за укрепването на града. Той успява светкавично да се справи с дьозме-султана. В същото време Мурад е извикан от Маниса, където се е оттеглил, и се връща, за да оглави армията. Тъй като съюзническият флот е блокирал Проливите, Мурад и анадолската армия се прехвърлят на европейския бряг на 15 октомври през Босфора с помощта на генуезки кораби и засилен артилерийски обстрел от двата бряга. След като достига Одрин, Мурад оставя Мехмед начело на защитата на града, а самият той с основната армия се насочва към Несебър и оттам на север по черноморския бряг, за да пресрещне унгарската армия.

## Битката

### Разположение на силите

#### Кръстоносци
Късно на 9 ноември  султанът прехвърля армия си близо до Варна от запад. Според различни сведения той има  от 50 000 войници (от които - 10 000 азеби и 10 000 рекрутирани християни - отстъпници) до 100 000  души на своя страна. Силите му многократно превишават християнската коалиция. Османците се разполагат на лагер, около 5 км южно спрямо кръстоносците. Хуняди го открива почти случайно, като прави разузнаване. На върховен военен съвет, свикан от Хуняди, папският легат Юлиано Чезарини настоява за бързо отстъпление. Християните обаче се намират между Черно море, Варненското езеро, стръмните гористи склонове на Франгенското плато (356 м) и врага. Чезарини тогава предлага отбрана посредством военни фургони вагенбург на хуситите, където да изчакат флота и евентуално - подкрепление. Унгарските благородници, чешките, хърватските и босненските пълководци го подкрепят, но Владислав и Хуняди отхвърлят отбранителната стратегия, считайки, че това ще даде кураж на противника (а собствените им хора ще обезвери). Хуняди  заявява: „Да избягаме е невъзможно, да се предадем е немислимо. По-добре нека мрем с чест и прослава над сабята ни и с Христовото име в уста.". Владислав приема позицията му и му поверява командването.
На сутринта на 10 ноември Хуняди разгръща 20 – 30 000-та кръстоносна войска в дъга между Варненското езеро и Франгенското плато. Две хоругви с 3500 членове на личната гвардия на краля от поляци и унгарци, унгарски наемници и частите на унгарските благородници заемат центъра. Влашката конница е вдясно от центъра в резерв. Десният фланг разположен по хълма към с. Каменар се състои от 6500 мъже в пет хоругви. Варадинският епископ Ян Доминек е начело, а Чезарини командва хоругви от германци и босненци. Егерският епископ Симон Розгони води собствена хоругва, а банът на Северин Франко Талоци командва хоругва от хървати. Левият фланг начисляващ 5000 мъже, разделени на 5 хоругви, е воден от Михал Шилаги, девер на Хуняди, и се състои от трансилванците на Хуняди, българи, немски наемници и унгарци. Зад унгарците, близо до Черно море, са вагенбург, защитавани от 300 – 600 чешки и рутенски наемници под командването на хетман Чейка (Ян Чапек от Сан). Всеки фургон се заема от 7 – 10 войника и е въоръжен с бомбарди.

#### Османци
Османският център е квадратна формация от 10 000 еничари и наборници от Румелия, разположени около две тракийски погребални могили. Мурад се настанява на едната от тях, откъдето наблюдава и ръководи битката. Еничарите копаят окопи и издигат две огради. Зад тях е лагерът с палатки, продоволствие, каруци и камили. Дясното крило се състои от спахии от Анадола под командването на Караджа паша, а лявото крило – от спахиите от Румелия под командването на Шехабеддин паша. Зад първата линия има още 3000 спахии в резерв. На Франгенското плато са разположени еничарски стрелци и лека конница.

### Ход на военните действия
Битката започва с нападение на леката османска и арабска конница срещу хърватите на бан Талоци. Християните от лявото крило отвръщат с бомбарди и огнестрелни оръжия и нападението е отбито. Първоначално в битката обединените християнски сили получават надмощие, но това явно е тактически прийом – османците примамват рицарите в „чувал“ и разгръщат своя резерв зад гърба им. Християнската армия  се впуска в безредно преследване на турците и арабите. Владислав и Хуняди разгръщат две конни части от центъра и влашката конница срещу арабите и анадолските спахии, които са разгромени, а техния водач Караджа бей е убит. Християните ги преследват 5 – 6 км, след което се връщат на бойното поле. Влашката конница обаче продължава преследването и достига до укрепения османски лагер. След разграбване власите напускат бойното поле с плячката. Внезапно докато първата линия отстъпва отстъпват анадолската конница и араби на камили  нападат християните от засада по фланга. Втората линия изведнъж се разгръща и блокира пътя отпред. Приложена е тактиката на "чувала". Християните са поставени между чука и наковалнята. Християнският десен фланг се опитва да отстъпи към крепостта Галата от другата страна на Варненския залив, но повечето от тях са убити в блатата около Варненското езеро и река Девня, където загива и Чезарини. Войниците на Талоци са сред малцината които успяват да се спасят. Все пак Хунияди и Ягело успяват да се укрепят край вагенбурга и дори - да организират съпротива. Тук Хуняди съветва Владислав III да изчака край вагенбурга, за да види накъде ще тръгнат нещата.
Другият османски фланг напада унгарците и българите на Михаил Шилаги. Те са спрени и отблъснати, след което спахиите отново нападат. Хуняди решава да им помогне, след което напредва с две коннически части срещу спахиите, обръща ги в бяг и ги преследва около 5 – 6 км по пътя за Шумен. Спахиите са толкова ужасени, че някои от тях достигат и прекосяват река Камчия на 30 км от бойното поле.
Европейците изглеждат близо до победа. Султанът решава да напусне бойното поле. Християните прегазват еничарската пехота и кралят се опитва да плени Мурад, охраняван от едва няколкостотин еничари и азеби. В този момент в тази част на полесражението се връщат част от побягналите румелийски спахии, водени Исхакоглу Иса и Шехабеддин паша. Те разстройват бойния ред на рицарите. В критичен момент Хуняди е обкръжен. Владислав, начело на 500 полски рицари се впуска на помощ на Хуняди, прилагайки тактиката на рицарския клин. Впоследствие Владислав е свален е от коня си и е убит. Смъртта му рязко деморализира войската и от този момент загубата й е предрешена.  Обезсърчената полска конница е смазана от османците. При завръщането си Хуняди се ядосва, че не е прекратил преследването си по-рано и фанатично се опитва да спаси тялото на краля, но всичко, което постига е да организира отстъплението на остатъка от войската си. Някои упрекват за загубата на битката съветниците около Владислав, който му казват, че Хунияди ще му отмъкне войнската слава; други търсят неуспеха в младостта и неопитността на Владислав III (той е само на 20 г.), а трети обвиняват алчността на власите. Каквито и да са причините обаче, след неуспеха на Втория поход на Владислав и Хуняди желанието на западноевропейците да освобождават Балканите от османците, рязко секва.
След победата Мурад отново предава властта на сина си и се връща в Маниса. Хуняди прави и още няколко опита до 1448 да организира османска съпротива, но те не срещат предишната подкрепа и са обречени на провал.  
Макар официално да не се води за кръстоносен поход, походът на Ягело и Варненчик изиграва своята роля за бързото западане на рицарството като институция от XV в.

## Памет
- Минезингерът Михаел Бехелм пише песен по история на участникът в битката Ханс Мегест, който прекарва 16 години в турско пленничество след битката.
- В годините след битката местните българи отбелязват мястото на гибелта на краля с дървени кръстове. В израз на своята благодарност българският народ с обич е нарекъл Владислав III Варненчик (на полски: Warneńczyk).
- По време на Кримската война през 1854 – 55 г. поляци от дивизията на граф Замойски издигат на могилата Мешели тепе край Варна, там където през 1444 г. е била битката, гранитен паметник.[27]
- През 30-те години на 20 век в парк на някогашното бойно поле е издигнат кенотаф. През 60-те години е добавен музей съдържащ оръжия и доспехи от епохата заедно със символични саркофази, носещи съвременните гербове на страните участвали в битката от страна на европейците. Парк-музеят днес е в границите на града.
- Общината, където се намира, както и един от централните градски булеварди на Варна са кръстени Владислав Варненчик. Друг булевард е наречен Янош Хуняди.
- Владислав Варненчик има и друг гроб в катедралата на хълма Вавел над Краков, Полша. И двата му гроба обаче са символични. След битката тялото му не е намерено и вероятно е погребано заедно с другите убити рицари. Съществува легенда, според която е бил погребан в православната църква във Варна, която по-късно е разрушена и на нейно място през 1602 г. е изградена „Света Богородица Панагия“, която все още съществува.
- Битките на полските рицари във Варна са отбелязани след 1990 г. в Гробницата на незнайния войн във Варшава с надпис върху една от дъските „WARNA 10 XI 1444“.[28]